# Wolf 489
Wolf 489 (GJ 518 / LHS 46 / WD 1334+039) es una enana blanca a 26,7 años luz de distancia del sistema solar situada en la constelación de Virgo. Su magnitud aparente es +14,65.
La estrella más cercana a Wolf 489 es Gliese 514, enana roja a 3,4 años luz.
A diferencia del resto de las estrellas, las enanas blancas como Wolf 489 no generan energía por fusión nuclear, sino que radian al exterior el exceso de calor a un ritmo constante. Wolf 459 es un remanente estelar de tipo espectral DZ9, característico de atmósferas ricas en metales, lo que se observa en su espectro con líneas metálicas. Similar a la estrella de Van Maanen, al igual que ésta es una enana blanca solitaria que no forma parte de un sistema estelar. Su temperatura superficial es relativamente fría, 5030 K, y su luminosidad es de sólo 0,000098 soles.
Se estima que la masa actual de Wolf 489 es un 55% de la masa solar. La estrella se despojó de la mayor parte de su masa después de su etapa en la rama asintótica gigante del diagrama de Hertzsprung-Russell, justo antes de convertirse en una enana blanca. Se estima que su edad —como enana blanca— es de unos 4900 millones de años.